# Rodrigo Fernandes de Toronho
Rodrigo Fernandes de Toronho O Codorniz (falecido depois de fevereiro de 1218) nobre galego foi filho de Fernando Arias e de Teresa Bermudes de Trava, filha de Bermudo Peres de Trava e de Urraca Henriques, infanta de Portugal.  Alferes real do rei Fernando III entre 27 de março de 1184 e 1185, também foi governador das tenências de Coyanza e Toronho.
Em 24 de fevereiro de 1218, confirmou uma doação de suo avô Bermudo, sua mãe Teresa, e de sua tia Sancha Bermudes ao Mosteiro de Santa Maria de Sobrado dos Monxes. Também doou ao mosteiro tudo o que tinha adquirido e pede para ser enterrado lá.

## Matrimónio e descendência

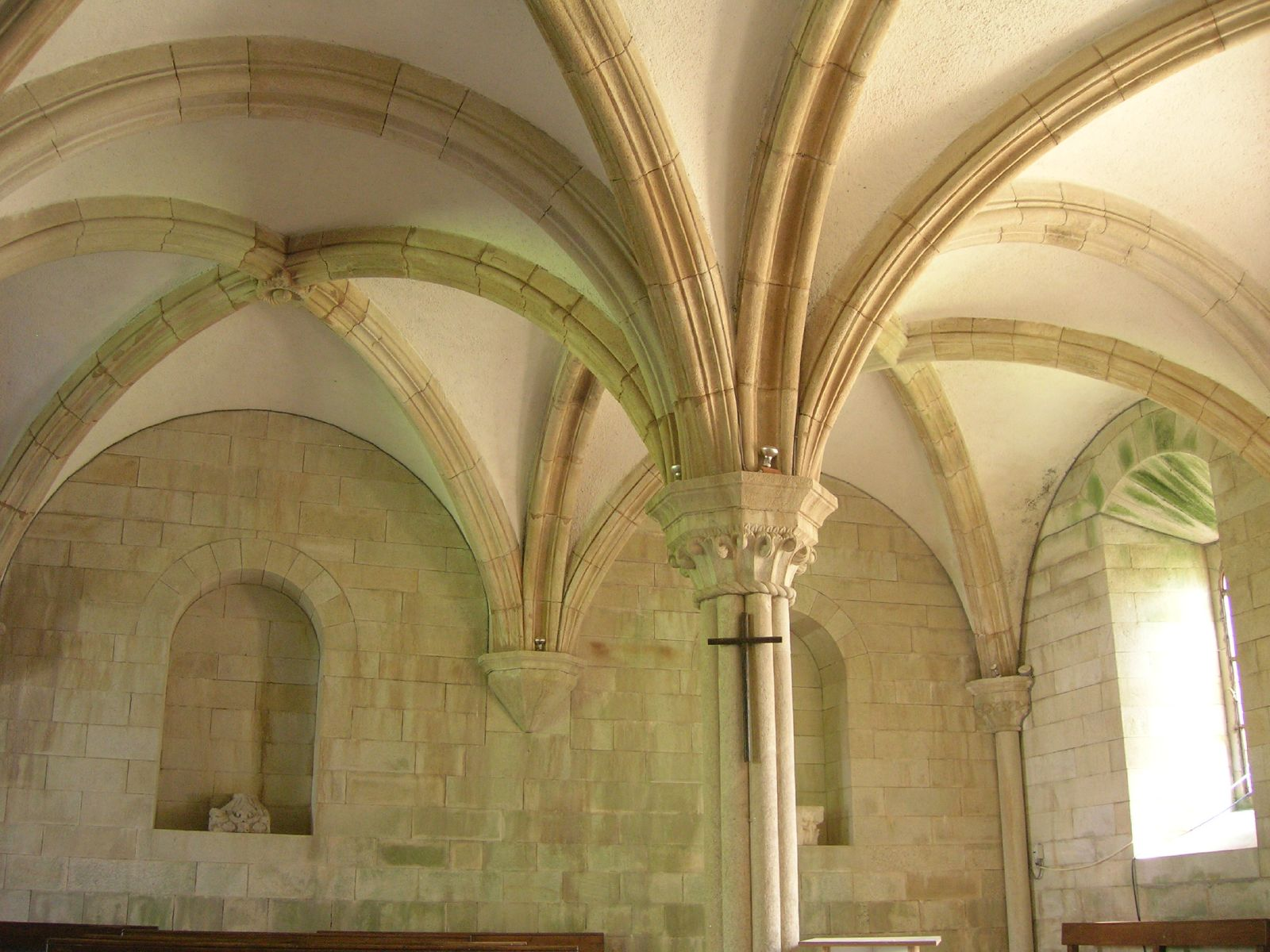
Mosteiro de Santa Maria de Sobrado dos Monges onde está enterrado Rodrigo Fernandes de Toronho

Casou com seu prima em segundo grau, Aldonça Peres, filha do Pedro Muniz, filho do conde Munio Pais (Peláez), e de Lupa Peres de Trava, filha do conde Pedro Froilaz de Trava e irmã, por tanto, do avô de Rodrigo, Bermudo Peres de Trava. Os filhos deste matrimónio foram:
- Sancha Rodrigues (falecida entes de 1213) esposa de Gonçalo Rodrigues Girão.[5]
- Urraca Rodrigues, casada com Martim Gomes da Silva[6] filho de Martim Gomes da Silva.
- Rodrigo Rodrigues